# Adam Jerzy Czartoryski

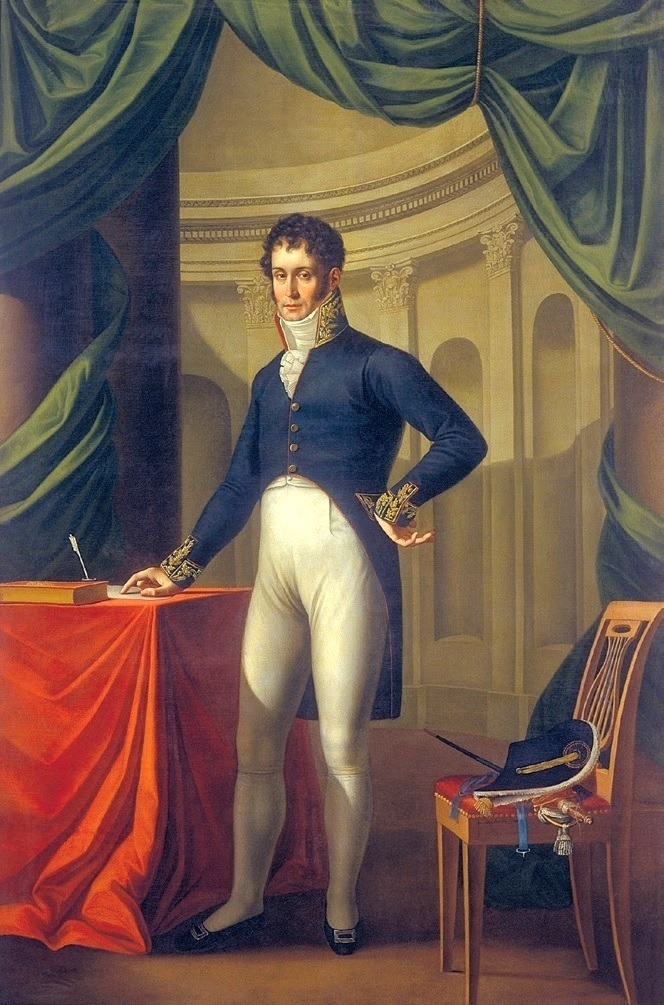
Adam Jerzy Czartoryski

Adam Jerzy Czartoryski (14. ledna 1770, Varšava, Polsko – 15. července 1861, Montfermeil, Francie) byl polský kníže, ruský ministr zahraničních věcí (1804–1806), senátor Kongresového Polska (1815), předseda polské Národní vlády (1831), předseda senátu, spisovatel, básník, mecenáš umění a kultury, nositel Řádu bílé orlice (1815).

## Biografie

### Původ
Narodil se v manželství knížete generála Adama Kazimíra Czartoryského (1734–1823) a jeho manželky Isabelly Czartoryské, rozené Fleming, jeho biologickým otcem však byl Nikolaj Repnin, ruský vyslanec ve Varšavě a Isabellin milenec; biologickým otcem jeho sestry Marie provdané württemberské princezny (1768–1854) byl polský král Stanisław August Poniatowski.

### Dětství a mládí
Adamovi se dostalo vynikajícího všestranného vzdělání, které posléze doplnil zahraničními cestami. V roce 1786 vycestoval do Německa, kde poznal Johanna Wolfganga Goetha, Christopha Martina Wielanda a Johanna Gottfrieda Herdera. V Paříži byl představen francouzské královně Marii Antoinettě a navázal zde spolupráci se Scipionem Piattolim. V roce 1788 se vrátil zpět do Polska, ale již v roce 1789 odjel do Anglie a Skotska, kde začal studovat v Edinburghu. Do Polska se vrátil v roce 1791.

### Polsko-ruská válka v roce 1792
Jako dobrovolník vstoupil v roce 1792 do litevské armády a účastnil se polsko-ruské války. Za účast v bitvě u Granne obdržel rytířský kříž řádu Virtuti Militari.

### Kościuszkovo povstání
Za Kościuszkova povstání v roce 1794 pobýval za hranicí v Bruselu a ve Vídni. Po zničení Puław ruskou armádou poslali rodiče Czartoryští na radu generálního gubernátora Litvy své syny do Petrohradu.

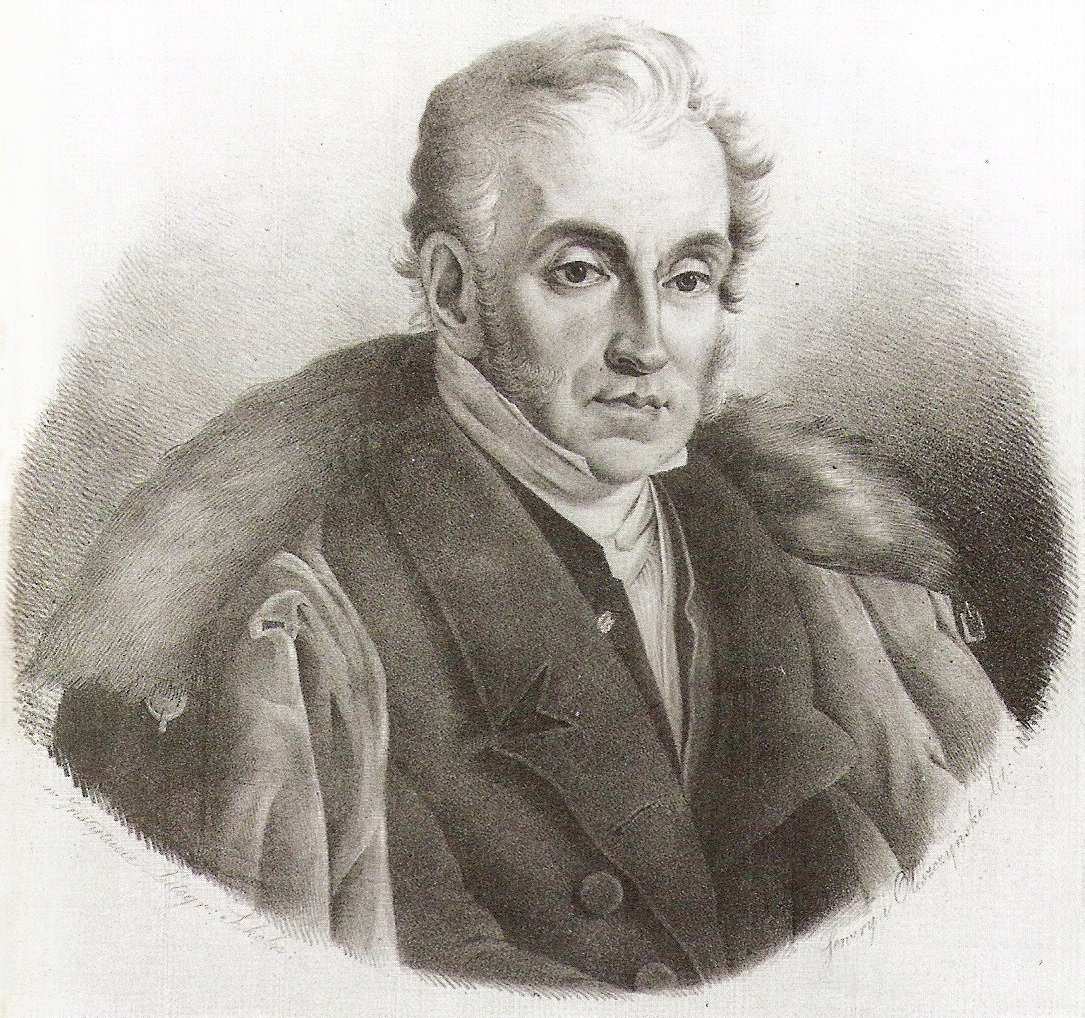
Adam Jerzy Czartoryski kolem roku 1831

### Pobyt v Rusku
Rusku vstoupil do pluku jízdní gardy, později byl povýšen na brigadýra a byl adjutantem velkoknížete Alexandra, pozdějšího ruského cara Alexandra I. Navázal s Alexandrovou ženou velkokněžnou Jelizavetou Alexejevnou (Luisou Bádenskou) vztah, z něhož se v květnu roku 1799 narodila dcera. Dítě zemřelo ve věku kolem jednoho roku, ještě předtím však byl Adam Czartoryski vyslán do Sardinského království, odkud se vrátil v roce 1801. V roce 1802 byla v Rusku provedena reforma vlády impéria, do níž byl zapojen i kníže Czartoryski. Vzniklo 8 ministerstev a komitét ministrů pod vedením cara. Czartoryski se stal zástupcem Alexandra Voroncova, jmenován členem vlády pro správu školství v ministerstvu osvěty a členem „Komitétu pro správu Židů“. V roce 1803 se stal kurátorem řízení školství v osmi guberniích západního Ruska a zasloužil se tak výrazně o rozvoj vzdělanosti v zemích náležejících dříve Polsku; vybudoval zde síť základních škol s polským jazykem, zasloužil se o rozvoj university ve Vilniusu. V roce 1824 po procesu s filomaty a filorety (tajné studentské spolky) podal demisi.

Stal se přítelem i rádcem cara Alexandra I. 

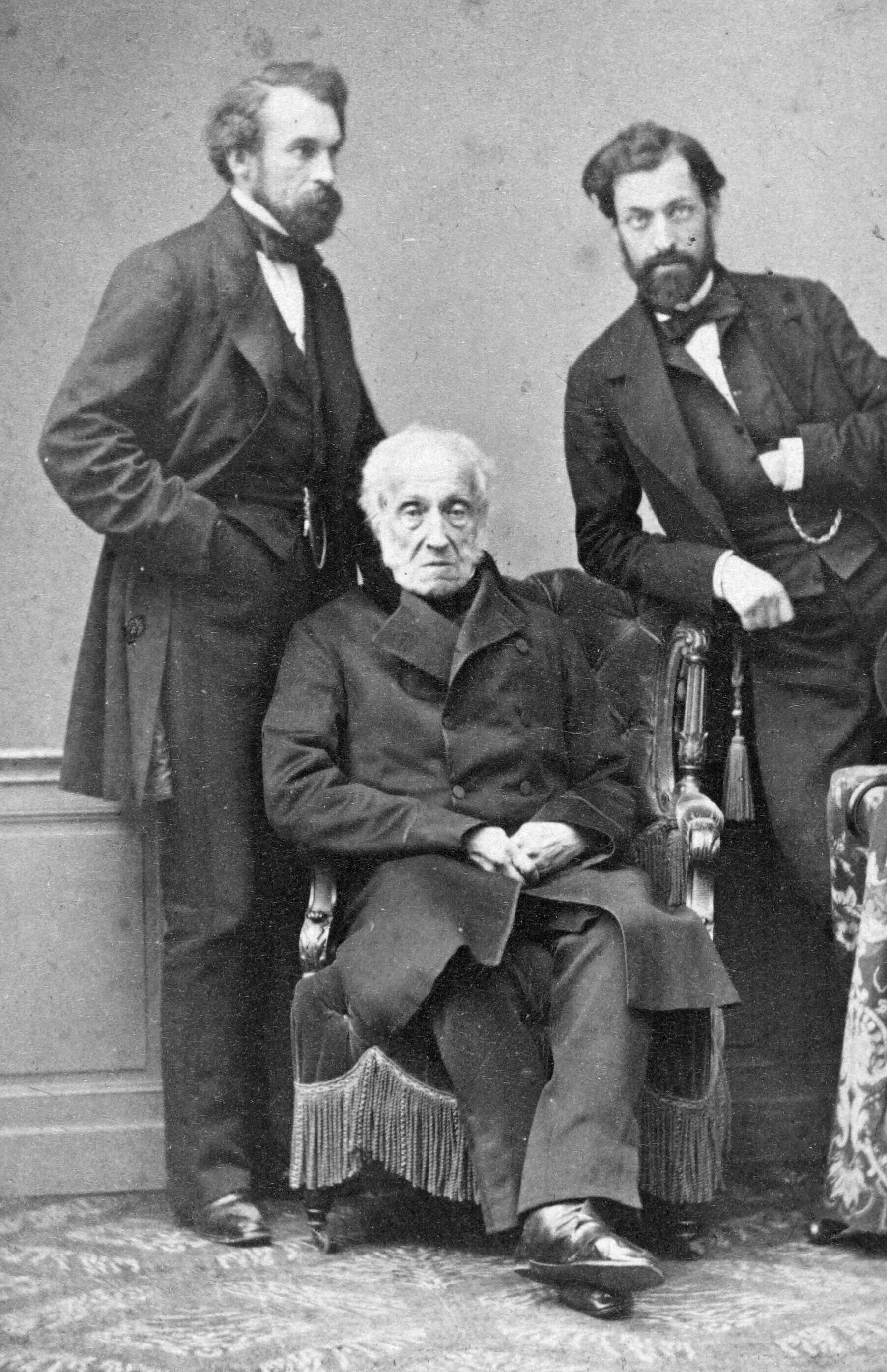
Adam Jerzy Czartoryski se svými syny (před rokem 1861)

V letech 1804-1806 měl funkci ministra zahraničních věcí, byl pověřencem rozvoje sjednoceného Polska pod ruským protektorátem (tzv. puławský plán). Byl členem ruského senátu a Státní rady. Proruské orientaci zůstal věrný i v období Varšavského knížectví. Po francouzském napadení Ruska v roce 1812 podal demisi ze státních funkcí a odjel za hranice. O jeho osobě se uvažovalo v souvislosti s polskou otázkou a existoval předpoklad učinit ho vicekrálem vzniknuvšího polského státu. Po Napoleonově ruském nezdaru se ministři Varšavského knížectví obrátili na knížete Czartoryského s návrhem připojení knížectví k Rusku se zachováním tzv. Ústavy 3. května nebo ústavy Varšavského knížectví. V roce 1814 v Chaumontu Czartoryski představil Alexandrovi program spojení osmi litevsko-ruských gubernií s Varšavským knížectvím.

### Kongresové Polsko
Po dobu Vídeňského kongresu se jako rádce Alexandra I. podílel na vzniku konstitučního Kongresového Polska. 23. listopadu roku 1814 byl přijat do zednářské lóže Svatyně Isis. Od července toho roku stál v čele Civilního komitétu reformy a podílel se na přípravě konstituční ústavy. 15. června 1815 se stal místopředsedou Prozatímní vlády. 1. prosince téhož roku byl jmenován senátorem-vévodou Kongresového Polska. Posléze za vedení velkoknížete Konstantina, carova bratra, a carského komisaře Nikolaje Novosilcova byl odsunut z politických funkcí ve vládě a věnoval se správě vzdělávání. Po smrti Alexandra I. přešel ke konzervativní opozici.

### Listopadové povstání

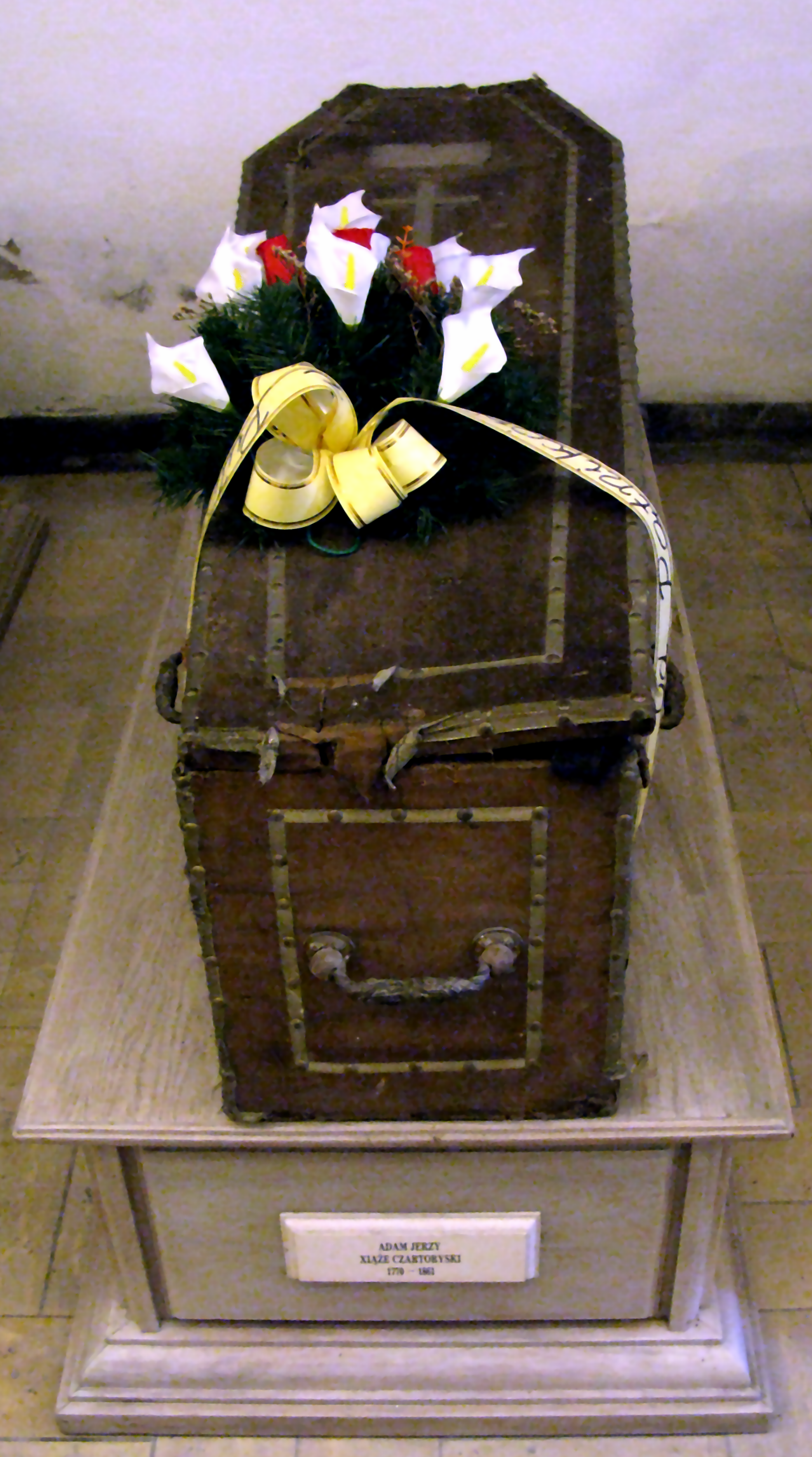
Rakev knížete Adama Jerzyho Czartoryského v rodinné hrobce v Sieniawě

Po výbuchu povstání v noci z 29. na 30. listopadu roku 1830 se kníže Czartorysky aktivně účastnil dalšího vývoje, 3. prosince se stal předsedou Úřední vlády a následně Národní vlády do 15. srpna 1831. Zpočátku se snažil o dohodu s carem Mikulášem I., později zase o diplomatickou intervenci západních států. Po nezdaru povstání odešel do emigrace. Za účast v povstání ho car Mikuláš I. odsoudil k trestu smrti stětím.

## Emigrace
25. února roku 1832, v době svého pobytu ve Velké Británii svolal Literary Association of the Friends of Poland („Literární spolek přátel Polska“), spolek mobilizující britské veřejné mínění k nápravě polské věci. V roce 1833 se usadil v Paříži, kde koupil palác Lambert. Podporoval protiruskou politiku evropských států i revoluční a národní hnutí, spatřuje v nich možnost obnovy Polska.
V roce 1839 spojil naději polské věci s výbuchem mezinárodního konfliktu o Belgii. Umisťoval polské důstojníky i vojáky do španělské a portugalské armády, aby tak připravil vojenské kádry pro budoucí polské vojsko. Hodlal spojit polskou věc s protiruským kavkazským povstáním ímáma Šamila. V roce 1839 padl projekt vyhlášení knížete Adama králem Polska v emigraci. V roce 1840 Czartoryski se podjal realizace plánu vzniku sjednoceného slovanského světa jako protiváhy Osmanské říše.
V období revoluce v roce 1848 pobýval v Berlíně, kde byl rozčarován koncepcí společného polsko-francouzsko-pruského vystoupení proti Rusku. Za krymské války (1853-1856) byl patronem polských formací v Turecku. Po uzavření Pařížské mírové smlouvy v roce 1856 se stáhl z aktivního politického života.
V roce 1858 spravoval Gołuchovské vojvodství. Ve Vídni byl přijat císařem Františkem Josefem I.

### Mecenáš vědy a literární tvorba
Adam Czartoryski byl mecenášem umění a literatury. Byl jedním ze spoluzakladatelů Société historique et littéraire polonaise („Polská historicko-literární společnost“) v Paříži, založené v roce 1832 a od roku 1853 byl jejím doživotním předsedou. Spoluzakládal i Spolek na pomoc vědě a Polskou knihovnu v Paříži.
Jeho díla se týkala okruhu politiky, psal však i verše a básně často spojené s Puławami, posléze v knihy vzpomínek a memoáry (Bard Polski (1840), Powązki (1918), Memoires (t. 1-2, 1887). Kromě vlastní tvorby i překládal díla antických autorů – Horacia, Sofokla a Pindara.
Zemřel v Montfermeil u Paříže a byl pochován na polském hřbitově v Montmorency. V srpnu roku 1865 byly rakve s ostatky knížete a jeho manželky zemřelé v roce 1864 převezeny do Sieniawy v Sandoměřsku, kde byly uloženy do rodinné hrobky.

## Manželství a potomci
25. září roku 1817 se oženil s princeznou Annou Žofií Sapieha (1799–1864) z litevské šlechty, dcerou Alexandra Antonína Sapiehy, adjutanta císaře Napoleona I. Z manželství vzešly tři děti, dva synové a dcera:
- Vitold Czartoryski (6. června 1824 – 14. listopadu 1865),vévoda z Klewanu a Zukówa, ⚭ 1851 Maria Grocholska (29. listopadu 1833 – 9. května 1928)
- Vladislav Czartoryski (3. července 1828 – 23. června 1894), zakladatel Muzea Czartoryských v Krakově,
⚭ 1855 María Amparo Muñoz y Borbón (17. listopadu 1834 – 19. srpna 1864), 1. hraběnka z Vista Alegre
⚭ 1872 Markéta Adelaida Orleánská (16. února 1846 – 24. října 1893)
- Isabella Czartoryska (19. prosince 1830 – 18. března 1899), malířka a sběratelka umění, ⚭ 1857 Jan Kanty Działyński (28. září 1829 – 30. března 1880)